# Pollagh

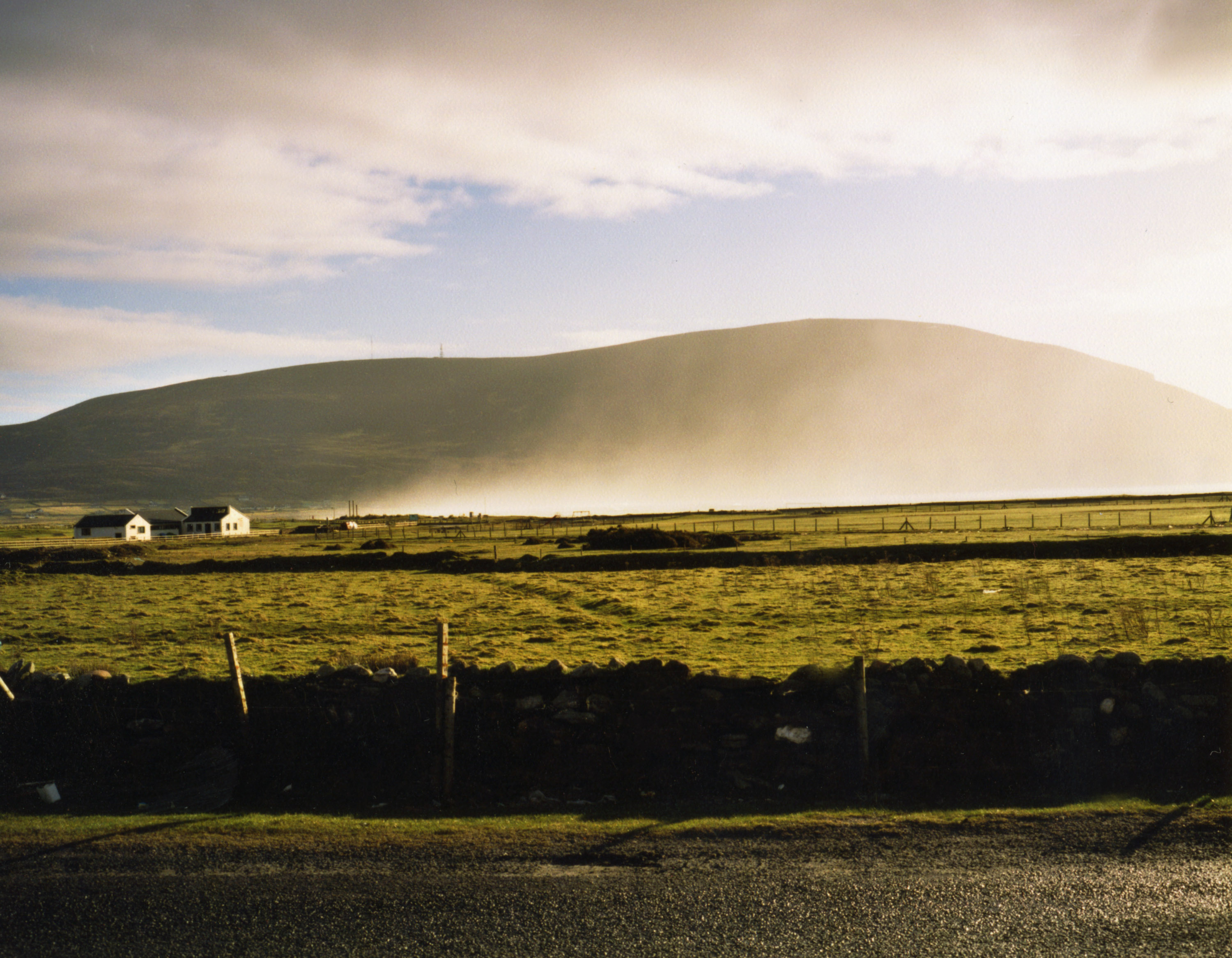
Vue prise en 2005 du Achill Cliff House Hotel.

Pollagh (An Pollach) est un village situé sur l'île d'Achill dans le comté de Mayo, en Irlande, entre Dooagh et Keel.
Il y a deux centres médicaux, à Pollagh et Achill Sound, quatre médecins à plein temps et deux infirmières de la santé publique couvrant la région.

## Controverse
En novembre 2019, une controverse a éclaté à Pollagh après que les habitants ont commencé une manifestation sans interruption pour empêcher treize femmes demandeuses d'asile d'être hébergées temporairement à l'hôtel Achill Head du village.
À la suite de la manifestation, le ministère de la Justice et de l'Égalité, responsable des réfugiés et des demandeurs d'asile, a décidé que, dans ces conditions, rester à Pollagh n'était pas dans l'intérêt supérieur des treize réfugiées concernées, qui auraient alors risqué d'être vulnérables pendant que l'on statuait sur leur sort. Le magazine irlandais Image (en) a relevé à ce sujet que refuser d'accueillir treize femmes réfugiées était « encore pire » lorsque ce refus se cachait derrière l'excuse de protéger leur vulnérabilité,.
Le ministère de la Justice a ensuite annoncé que le plan d'hébergement initialement prévu à l'hôtel ne serait pas poursuivi, du fait de la manifestation qui se déroulait depuis une semaine. 
De son côté, un comité d'accueil local a déclaré que les gens étaient très déçus que les migrants ne viennent pas sur l'île et ne s'installent pas comme prévu. L'archevêque de Tuam, Michael Neary, a déclaré que le peuple d'Achill avait une réputation mondiale en tant que peuple accueillant, qui avait déjà recueilli par le passé des personnes de l'étranger.